# Marc Baecke
Marc Baecke (Sint-Niklaas, 1956. július 24. – Beveren, 2017. január 21.) válogatott belga labdarúgó, hátvéd.
Részt vett az 1982-es spanyolországi világbajnokságon és az 1984-es franciaországi Európa-bajnokságon.

## Sikerei, díjai
Beveren
- Belga bajnokság
  - bajnok (2): 1978–79, 1983–84
- Belga kupa
  - győztes (2): 1978, 1983
- Belga szuperkupa
  - győztes (2): 1979, 1984